# COM (interface matérielle)
 (mai 2023).
 (mai 2023).
La mise en forme du texte ne suit pas les recommandations de Wikipédia : il faut le « wikifier ».
Les points d'amélioration suivants sont les cas les plus fréquents. Le détail des points à revoir est peut-être précisé sur la page de discussion.
- Les titres sont pré-formatés par le logiciel. Ils ne sont ni en capitales, ni en gras.
- Le texte ne doit pas être écrit en capitales (les noms de famille non plus), ni en gras, ni en italique, ni en « petit »…
- Le gras n'est utilisé que pour surligner le titre de l'article dans l'introduction, une seule fois.
- L'italique est rarement utilisé : mots en langue étrangère, titres d'œuvres, noms de bateaux, etc.
- Les citations ne sont pas en italique mais en corps de texte normal. Elles sont entourées par des guillemets français : « et ».
- Les listes à puces sont à éviter, des paragraphes rédigés étant largement préférés. Les tableaux sont à réserver à la présentation de données structurées (résultats, etc.).
- Les appels de note de bas de page (petits chiffres en exposant, introduits par l'outil «  Source ») sont à placer entre la fin de phrase et le point final[comme ça].
- Les liens internes (vers d'autres articles de Wikipédia) sont à choisir avec parcimonie. Créez des liens vers des articles approfondissant le sujet. Les termes génériques sans rapport avec le sujet sont à éviter, ainsi que les répétitions de liens vers un même terme.
- Les liens externes sont à placer uniquement dans une section « Liens externes », à la fin de l'article. Ces liens sont à choisir avec parcimonie suivant les règles définies. Si un lien sert de source à l'article, son insertion dans le texte est à faire par les notes de bas de page.
- La présentation des références doit suivre les conventions bibliographiques. Il est recommandé d'utiliser les modèles {{Ouvrage}}, {{Chapitre}}, {{Article}}, {{Lien web}} et/ou {{Bibliographie}}. Le mode d'édition visuel peut mettre en forme automatiquement les références.
- Insérer une infobox (cadre d'informations à droite) n'est pas obligatoire pour parachever la mise en page.

Pour une aide détaillée, merci de consulter Aide:Wikification.
Si vous pensez que ces points ont été résolus, vous pouvez retirer ce bandeau et améliorer la mise en forme d'un autre article.
Pour les articles homonymes, voir COM.

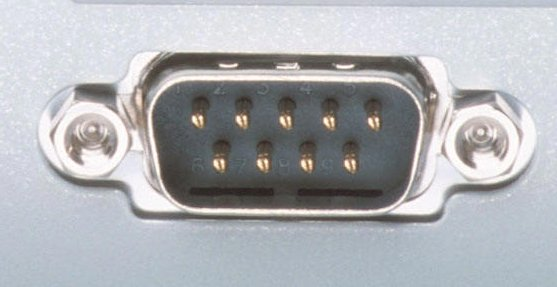
Port COM (connecteur DE-9).

COM (communication port), est le nom original, mais toujours courant, de l'interface du port série sur les ordinateurs compatibles PC. Il peut faire référence non seulement aux ports physiques, mais également aux ports émulés, tels que les ports créés par des adaptateurs Bluetooth ou USB.

## Histoire
Le nom du port COM commençait par l'IBM PC d'origine. IBM avait appelé les quatre ports de communication RS-232 bien définis les ports « COM », en commençant par COM1 à COM4. Dans BASICA et PC DOS, vous pouvez ouvrir ces ports en tant que « COM1 : » jusqu'à « COM4 : », et tous les PC compatibles utilisant MSDOS utilisaient la même désignation.[réf. nécessaire] La majorité des ordinateurs compatibles PC dans les années 1980 et 1990 avaient un ou deux ports COM.
En 2007, la plupart des ordinateurs étaient livrés avec un seul ou aucun port COM physique. Aujourd'hui, peu d'ordinateurs compatibles PC grands publics incluent des ports COM, bien que certains d'entre eux incluent toujours un en-tête COM sur la carte mère.
Après le retrait du port COM RS-232 de la plupart des ordinateurs grands publics, un câble adaptateur série USB vers UART externe a été utilisé pour compenser la perte. L'un des principaux fournisseurs de ces puces est FTDI.[réf. nécessaire]

## Adresses d'E/S
Les ports COM sont interfacés par un circuit intégré tel que 16550 UART. Ce circuit intégré possède sept registres internes de 8 bits qui contiennent des informations et des données de configuration sur les données à envoyer ou à recevoir, le débit en bauds, la configuration des interruptions, etc. Dans le cas de COM1, ces registres sont accessibles en écrivant ou en lisant depuis les adresses d'E/S 0x3F8 à 0x3FF.
Si le CPU, par exemple, veut envoyer des informations sur COM1, il écrit sur le port d'E/S 0x3F8, car ce port d'E/S est « connecté » au registre UART IC qui contient les informations qui doivent être envoyées.
Les ports COM des ordinateurs compatibles PC sont généralement définis comme :[réf. nécessaire] :
- COM1 : port d'E/S 0x3F8, IRQ 4
- COM2 : port d'E/S 0x2F8, IRQ 3
- COM3 : port d'E/S 0x3E8, IRQ 4
- COM4 : port d'E/S 0x2E8, IRQ 3